# Municipio de Wilson CW
El municipio de Wilson CW (en inglés: Wilson CW Township) es un municipio ubicado en el condado de Greene en el estado estadounidense de Misuri. En el año 2010 tenía una población de 4566 habitantes y una densidad poblacional de 679,36 personas por km².

## Geografía
El municipio de Wilson CW se encuentra ubicado en las coordenadas 37°7′11″N 93°19′52″O / 37.11972, -93.33111. Según la Oficina del Censo de los Estados Unidos, el municipio tiene una superficie total de 6.72 km², de la cual 6.66 km² corresponden a tierra firme y (0.92%) 0.06 km² es agua.

## Demografía
Según el censo de 2010, había 4566 personas residiendo en el municipio de Wilson CW. La densidad de población era de 679,36 hab./km². De los 4566 habitantes, el municipio de Wilson CW estaba compuesto por el 92.09% blancos, el 1.18% eran afroamericanos, el 0.5% eran amerindios, el 3.44% eran asiáticos, el 0.02% eran isleños del Pacífico, el 0.7% eran de otras razas y el 2.06% pertenecían a dos o más razas. Del total de la población el 2.54% eran hispanos o latinos de cualquier raza.